# Петро Дорошенко (срібна монета)
«Петро́ Дороше́нко» — срібна пам'ятна монета номіналом 10 гривень, випущена Національним банком України, присвячена видатному гетьману Української козацької держави Петру Дорофійовичу Дорошенку (1627—1698).
Монету введено в обіг 7 вересня 1999 року. Вона належить до серії «Герої козацької доби».

## Опис монети та характеристики
| Номінал грн. | Метал  | Маса, г      | Діаметр, мм | Якість виготовлення | Гурт     | Тираж, штук |
| ------------ | ------ | ------------ | ----------- | ------------------- | -------- | ----------- |
| 10           | срібло | 31,1 / 33,62 | 38,6        | пруф                | рифлений | 10 000      |

### Аверс
На аверсі монети зображена одна для всієї серії композиція, що відображає національну ідею Соборності України: з обох боків малого Державного герба України розміщені фігури архістратига Михаїла і коронованого лева — герби міст Києва та Львова. Навколо зображення розміщені стилізовані написи, розділені бароковим орнаментом: «УКРАЇНА», «10 ГРИВЕНЬ», «1999», позначення та проба металу — Ag 925 і його вага у чистоті — 31,1.

### Реверс

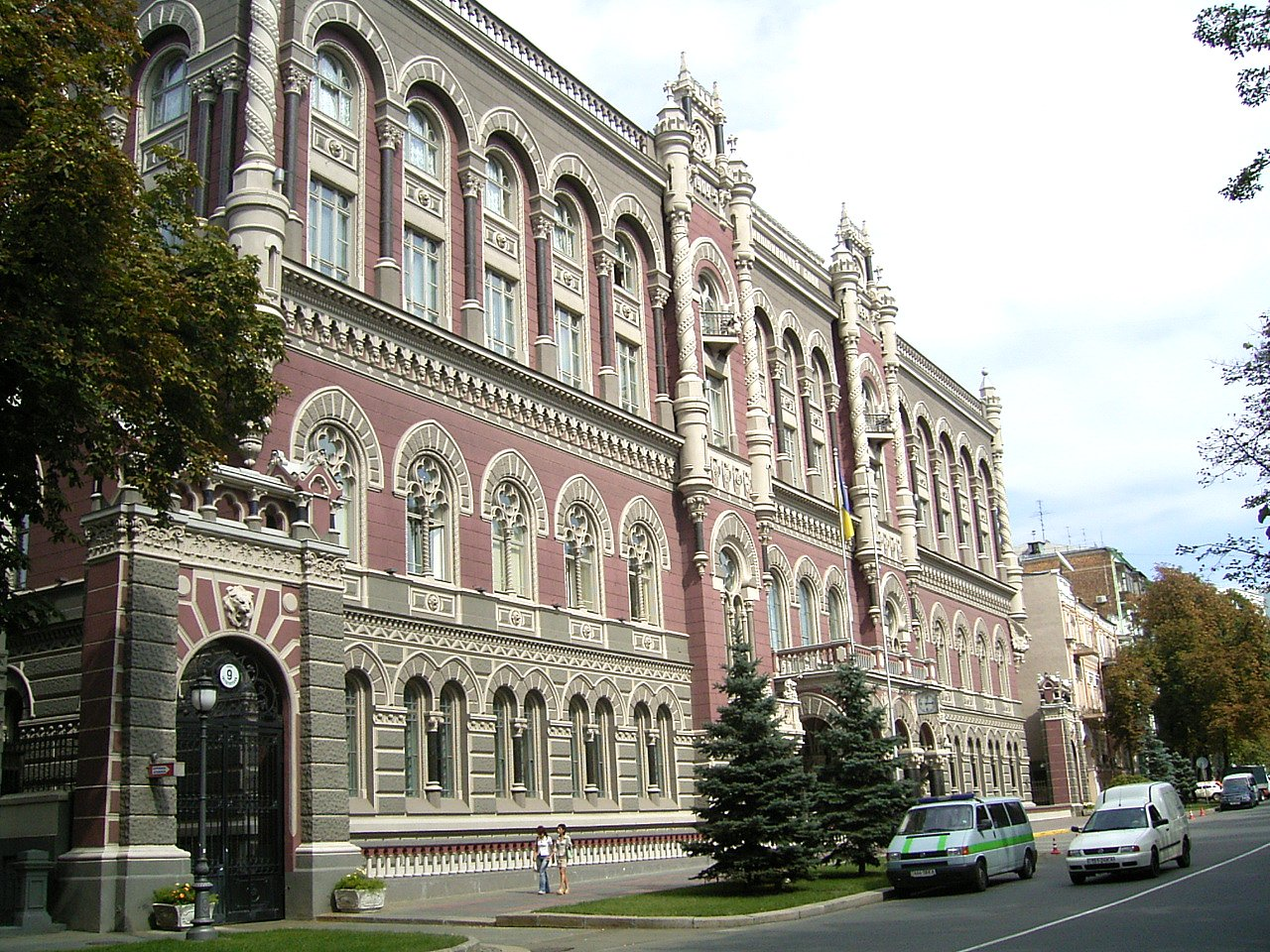
Будівля Національного банку України

На реверсі монети розміщено зображення у намистовому колі гетьмана-вершника в урочистому військовому спорядженні, праворуч — герб родини Дорошенків (мал. Г. Нарбута, 1914). На монеті — кругові стилізовані написи: «ПЕТРО ДОРОШЕНКО» та «1627 — 1698».

## Автори
- Художник — Івахненко Олександр.
- Скульптор — Чайковський Роман.

## Вартість монети
Ціна монети — 575 гривень була вказана на сайті Національного банку України в 2012 році.
Фактична приблизна вартість монети, з роками змінювалася так:
| Рік        | 2010 | 2011 | 2012 | 2013 | 2014 | 2015  | 2016  | 2017  | 2018 | 2019 | 2020  | 2021  | 2022  | 2023  | 2024  | 2025  |
| ---------- | ---- | ---- | ---- | ---- | ---- | ----- | ----- | ----- | ---- | ---- | ----- | ----- | ----- | ----- | ----- | ----- |
| Ціна, грн. | 450  | 500  | 550  | 550  | 530  | 1 000 | 1 000 | 1 400 | 930  | 880  | 1 000 | 1 300 | 1 350 | 2 000 | 3 500 | 3 900 |